# Haut-Hauenstein
Pour les articles homonymes, voir Hauenstein.
Le Haut-Hauenstein (en allemand : Obere Hauenstein) est un col situé dans le massif du Jura, en Suisse.
Situé à une altitude de 730 mètres, sur le territoire du canton de Bâle-Campagne, il relie Liestal et Oensingen, dans le canton de Soleure.

## Histoire
Le col est utilisé dès l'antiquité romaine comme passage sur la route permettant de relier le lac Léman et Augusta Raurica. La sécurité du col est alors assurée par une place forte, près de Balsthal.
La route médiévale, mentionnée pour la première fois en 1145, qui relie Bâle à la vallée du Rhône suit en grande partie le tracé romain et passe également par le col. La ville de Soleure acquiert au début du XVe siècle les droits de douane pour le versant sud du col, alors que Bâle se voit attribuer le versant nord au milieu du siècle.
La route n'est carrossable qui depuis environ 1700 et souvent en très mauvais état. Elle est l'objet de travaux important sur le flanc nord entre 1738 et 1744 puis encore entre 1830 et 1834. Le trafic diminue lors de l'inauguration de la ligne de chemin de fer qui passe par le tunnel du Hauenstein. Il reprend provisoirement au début du XXe siècle jusqu'à la réalisation de l'autoroute A2 et le percement du tunnel du Belchen.